# Franjo Krežma
Franjo Krežma, u njemačkom govornom području Franz Krezma, (Osijek, 2. rujna 1862. – Frankfurt na Majni, 15. lipnja 1881.), hrvatski violinist i skladatelj.

## Životopis
Rođen je 2. rujna 1862. godine u gradu na Dravi. Svijet će ga upamtiti kao nevjerojatno nadarenog mladića, vrsnog violinista i skladatelja, koji će svojim umjetničkim doprinosom i legendarnošću stati uz bok samom Paganiniju. Još kao dječak pokazao je velik interes za glazbu i u školskim je danima postao pravi violinski virtuoz.
Zarana je zavolio violinu, instrument koji mu je donio svjetsku slavu. Glazbu je učio najprije u Zagrebu kod Đure Eisenhuta, a poslije u Beču kod profesora Heizlera. U Bečki konzervatorij stupio je još kao devetogodišnjak, kao najmlađi student ovog konzervatorija ikad! Studentske dane završio je na početku puberteta, s 13 godina. Nakon toga je započeo spektakularnu karijeru diljem Europe. Već kao šesnaestogodišnjaka obožavala ga je koncertna publika u Rimu, Pragu, Veneciji, Genovi i Parizu. U dobi od 17 godina postao je koncertni majstor u "Bilse orkestru", koji je imao u Berlinu službeni naslov "Bilse'sche Kapelle" iz kojeg je kasnije 1885. godine nastala današnja Berlinska filharmonija. Cijenili su ga brojni slavni umjetnici, poput Giuseppea Verdija i Franza Liszta (s potonjim je u jednoj prilici i svirao). Skladao je jednu simfoniju, nekoliko marševa i plesova za orkestar, te tri uvertire. Svi su se slagali kako će za života Krežma nadmašiti svog uzora, Paganinija.
Zatim su zaredale turneje po Europi, za kojih ga je pratila njegova sestra Anka Krežma-Barbot, vrsna pijanistica. U Italiji je imao čast svirati na slavnoj Paganinijevoj violini. Rekli su za njega: "Francesco Krežma, čudo iz Hrvatske!". Umro je na turneji u Njemačkoj u dobi od 19 godina, nakon što je obolio od upale uha. 
Tako se smrt ispriječila u ostvarenju još veće karijere i stvaranju još veće legende. Franjo Krežma preminuo je kao 19-godišnjak, u Njemačkoj, 5. lipnja 1881. godine. Njegovo ime danas u Osijeku nosi jedna osnovna škola, Društvo prijatelja glazbe, komorni orkestar, ali i memorijal, odnosno susret mladih gudača, a od rujna 2024. i Koncertna dvorana Franjo Krežma.

## Djela
- Rêverie za violinu i veliki orkestar u As-duru (1880.)[2]

## "Guslač od marcipana"
Oslanjajući se na arhivsku građu i novinske članke iz "Agramer Zeitunga", "Zagrebulja" Augusta Šenoe i isječaka iz europskih listova koji su svojedobno objavljivali kritike Krežminih koncerata, Stjepan Tomaš je napisao roman  "Guslač od marcipana" i posvetio ga "hrvatskom paganiniju" Franji Kežmi, a izdao ga 2004. Po romanu je izvedena kazališna predstava u izvedbi HNK Osijek.